# Irtiš
Irtiš (rusko Иртыш; kazaško Ертіс, latinizirano: Yertis), tatarsko İrteş / Иртеш) je reka v Aziji. Dolga je 4248 km. Teče čez ozemlje Kitajske (525 km), Kazahstana (1835 km) in Rusije (2010 km).
Izvir reke leži v mongolskem Altaju v Džungariji (severni del Šindžjanga na Kitajskem) blizu meje z Mongolijo.
Glavni pritoki Irtiša so Tobol, Demjanka in Išim. Sistem Ob-Irtiš tvori pomembno porečje v Aziji, ki zajema večino zahodne Sibirije in Altajskega gorovja.

## Geografija
Od svojih začetkov kot Kara-Irtiš (Črni Irtiš) v mongolskem gorovju Altaj v Šindžjangu na Kitajskem, Irtiš teče proti severozahodu skozi jezero Zajsan v Kazahstanu, kjer se sreča z rekama Išim in Tobol, preden se po 4248 kilometrih združi z reko Ob blizu Hanti-Mansijsku v zahodni Sibiriji v Rusiji.
Ime Črni Irtiš (Kara-Irtiš v kazahstanščini ali Černi Irtiš v ruščini) nekateri avtorji, zlasti v Rusiji in Kazahstanu, uporabljajo za zgornji tok reke, od njenega izvira, ki se izliva v jezero Zajsan. Izraz Beli Irtiš, v nasprotju s Črnim Irtišem, se je v preteklosti občasno uporabljal za Irtiš pod jezerom Zajsan; zdaj je ta raba večinoma zastarela.

### Glavni pritoki
Največji pritoki Irtiša so, od izvira do ustja:
- Kelan (desni)
- Burqin (desni)
- Kalzhyr (desni)
- Kürshim (desni)
- Naryn (desni)
- Bukhtarma (desnit)
- Ulba (desni)
- Uba (desni)
- Shar (levi)
- Chagan (levi)
- Om (desni)
- Tara (desni)
- Uy (desni)
- Osha (levi)
- Shish (desni)
- Ishim (levi)
- Tobol (levi)
- Noska (levi)
- Demyanka (desni)
- Konda (levi)

## Gospodarska uporaba
V Kazahstanu in Rusiji tankerji, potniške ladje in tovorna plovila plujejo po reki v času brez ledu, med aprilom in oktobrom. Omsk, kjer je sedež državnega ladjarskega podjetja Irtysh River Shipping Company, deluje kot največje rečno pristanišče v zahodni Sibiriji.
Na kazahstanskem delu reke so trenutno tri večje hidroelektrarne, in sicer v Bukhtarmi, Ust-Kamenogorsku in Šulbinsku. Najgloblja zapornica na svetu s padcem 42 metrov omogoča rečnemu prometu, da obide jez v Ust-Kamenogorsku. Obstajajo načrti za gradnjo še več jezov.
Na kitajskem delu Irtiša so bili zgrajeni tudi trije jezovi: 
- jez Keketuohai (可可托海) (47°10′51″N 89°42′35″E / 47.18083°N 89.70972°E),
- jez Kalasuke (喀腊塑克) (47°08′14″N 88°53′15″E / 47.13722°N 88.88750°E),[3][4] in
- jez Projekt 635.

Na desnem pritoku Irtiša, reki Burqin, sta še jez Burqin Šankou in jez Jilebulake ter jez Haba Shankou na drugem desnem pritoku, reki Haba.
Predlogi za preobrat reke na severu, o katerih so v 1960-ih in 1970-ih široko razpravljali načrtovalci in znanstveniki ZSSR, bi del vode Irtiša (in morda Ob) usmerili v območja osrednjega Kazahstana in Uzbekistana, kjer primanjkuje vode. Nekatere različice tega projekta bi obrnile smer toka Irtiša na odseku med ustjem Tobola (pri Tobolsku) in sotočjem Irtiša z Obom pri Hanti-Mansijsku, s čimer bi ustvarili Anti-Irtiš. Čeprav te ogromne sheme prenosa med porečji niso bile izvedene, je bil med letoma 1962 in 1974 zgrajen manjši kanal Irtiš-Karaganda za oskrbo suhih kazahstanskih step in enega glavnih industrijskih središč države, Karagande, z vodo. Leta 2002 so bili zgrajeni cevovodi za oskrbo z vodo iz kanala v Išim in glavno mesto Kazahstana, Astano.
Na Kitajskem je bil leta 1987 zgrajen kratek kanal (zajem vode na 47°26′31″N 87°34′11″E / 47.44194°N 87.56972°E)), da bi del vode Irtiša preusmerili v endoreično jezero Ulungur, katerega gladina je strmo padala zaradi vse večje porabe namakalnih sredstev glavnega pritoka jezera, reke Ulungur. V zadnjih letih 20. stoletja in v začetku 2000-ih je bil dokončan veliko večji projekt, kanal Irtiš–Karamaj–Urumči. Povečana poraba vode na Kitajskem je povzročila veliko zaskrbljenost med kazahstanskimi in ruskimi okoljevarstveniki. Glede na poročilo, ki so ga leta 2013 objavili kazahstanski raziskovalci ribištva, je skupna poraba vode Irtiša na Kitajskem približno 3 kubične kilometre na leto; posledično le približno 2/3 "naravnega" pretoka reke (6 km3 od 9 km3) doseže kazahstansko mejo.

## Mesta
Večja mesta ob Irtišu, od izvira do ustja, vključujejo:
- na Kitajskem: Fujun, Beitun, Burčin
- v Kazahstanu: Oskemen, Semej, Aksu, Pavlodar
- v Rusiji: Ust-Kamensk, Semipalatinsk, Omsk, Tara, Tobolsk, Hanti-Mansijsk

## Mostovi
Čez Irtiš se giblje sedem železniških mostov. Nahajajo se v naslednjih mestih:
- Približno 15 km dolvodno od Serebrjanska (na slepi progi od Oskemena do Zyryanovska)
- Oskemen
- Semej, na železnici Turkestan-Sibirija
- Pavlodar, na južnosibirski železniški progi (Nursultan do Barnaula)
- blizu Čerlaka, na srednjesibirski železniški progi (Среднесибирская магистраль)
- Omsk, na Transsibirski železnici. Odprt leta 1896, je to najstarejši most na reki.
- Tobolsk, na progi Tjumen-Surgut

Ker se železnica Kujtun-Beitun v kitajskem Šindžjangu širi proti mestu Altaj, bo treba zgraditi tudi železniški most čez Irtiš pri Beitunu.
Številni cestni mostovi čez Irtiš obstajajo na Kitajskem, v Kazahstanu in Rusiji.
Zadnji most na Irtišu dolvodno, cestni most, odprt leta 2004, je v Hanti-Mansijsku, tik pred sotočjem reke z Obom.

## Zgodovina
Številna mongolska in turška ljudstva so stoletja zasedala rečne bregove. Leta 657 je general dinastije Tang, Su Dingfang, v bitki pri reki Irtiš premagal Ašino Heluja, kagana Zahodnega turškega kaganata, s čimer se je končala tangovska kampanja proti zahodnim Turkom. Helujev poraz je končal kaganat, okrepil nadzor dinastije Tang nad Šindžjangom in privedel do suverenosti dinastije Tang nad zahodnimi Turki.
Na severovzhodu Irtiša je Jenisejsko kraljestvo, ki mu je vladala družina Melig iz dinastije Ögedej iz dinastije Juan, ki je vladala do leta 1361. Uničili so ga Ojrati.
V 15. in 16. stoletju sta spodnji in srednji tok Irtiša ležala znotraj Sibirskega tatarskega kanata; njegova prestolnica, Kašlik (znan tudi kot Sibir), je stala ob Irtišu, nekaj kilometrov gorvodno od ustja Tobola (kjer je današnji Tobolsk).
Sibirski kanat so Rusi osvojili v 1580-ih. Rusi so začeli graditi trdnjave in naselja ob mestih nekdanjih tatarskih mest; eno prvih ruskih mest v Sibiriji (po Tjumenu) je bil Tobolsk, ustanovljen leta 1587 ob izlivu Tobola v Irtiš, dolvodno od nekdanjega Kašlika. Dlje proti vzhodu je bila leta 1594 ustanovljena Tara, približno na meji med tajgo (na severu) in stepo na jugu.
V 17. stoletju je Džungarski kanat, ki so ga ustanovili mongolski Ojrati, postal južni sosed Rusije in je nadzoroval zgornji Irtiš. Zaradi ruskega spopada z Džungarji v času Petra Velikega so Rusi leta 1716 ustanovili mesta Omsk, leta 1718 Semipalatinsk, leta 1720 Ust-Kamenogorsk in leta 1752 Petropavlovsk.
Kitajska dinastija Čing je v 1750-ih osvojila Džungarijo. To je spodbudilo večjo pozornost ruskih oblasti do njihovega obmejnega območja; leta 1756 je orenburški guverner Ivan Nepljujev celo predlagal priključitev območja jezera Zajsan, vendar so kitajski uspehi ta projekt preprečili. V Rusiji (1759) so se pojavili pomisleki glede (teoretične) možnosti, da bi kitajska flota plula od jezera Zajsan po Irtišu v zahodno Sibirijo. Ruska odprava je leta 1764 obiskala jezero Zajsan in ugotovila, da takšna rečna invazija ni verjetna. Kljub temu je bila na reki Bukhtarma, severno od jezera Zajsan, vzpostavljena veriga ruskih stražarskih postojank. Tako je bila meja med obema imperijema v porečju Irtiša približno začrtana, z (redko) verigo stražarskih postojank na obeh straneh. Poleti 1828 je pruski raziskovalec Alexander von Humboldt na svojem potovanju skozi Rusijo in Srednjo Azijo obiskal regijo Irtiš; srečal se je iz oči v oči s kitajskimi in mongolskimi mejnimi stražarji.
Razmere na obmejnih območjih sredi 19. stoletja opisuje poročilo A. Abramofa (1865). Čeprav sta obe strani regijo Zajsan priznali kot del cesarstva Čing, so jo vsako leto uporabljale ribiške odprave, ki jih je pošiljala sibirska kozaška vojska. Poletne odprave so se začele leta 1803, v letih 1822–25 pa se je njihov obseg razširil čez celotno jezero Zajsan in do ustja Črnega Irtiša. Do sredine 19. stoletja je bila prisotnost dinastije Čing na zgornjem Irtišu večinoma omejena na letni obisk dinastije Čing iz Čugučaka na eni od kozaških ribiških postaj (Batavski Piket).
Meja med Rusi in dinastijo Čing v porečju Irtiša je bila določena vzdolž črte, ki je precej podobna sodobni meji Kitajske z Rusijo in Kazahstanom, s Pekinško konvencijo iz leta 1860. Dejanska mejna črta v skladu s konvencijo je bila določena s protokolom iz Čugučaka (1864), pri čemer je jezero Zajsan ostalo na ruski strani. Vojaška prisotnost dinastije Čing v porečju Irtiša se je med uporom Dungan v letih 1862–77 sesula. Po padcu upora in ponovni osvojitvi Šindžjanga s strani Zuo Zongtanga je bila meja med ruskim in dinastijo Čing v porečju Irtiša še nekoliko prilagojena v korist Rusije s pogodbo iz Sankt Peterburga (1881).

## Kulturne reference
Reka Irtiš služi kot kulisa v epilogu romana Fjodorja Dostojevskega Zločin in kazen iz leta 1866. V romanu Arhipelag GULAG Aleksandra Solženicina poglavje Bela mucka podrobno opisuje pobeg Georgija Tenna iz taborišča ob tej reki.